# Audeville

Audeville este o comună în departamentul Loiret din centrul Franței. În 1 ianuarie 2022 avea o populație de 180 de locuitori.